# Lewant

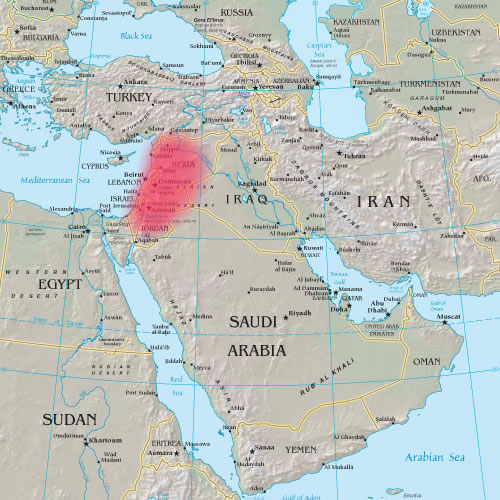
Lewant

Lewant (od wł. levante – wschód) – określenie państw leżących na wschodnim, azjatyckim wybrzeżu Morza Śródziemnego. Granice wyznaczają: Morze Śródziemne, Taurus, Mezopotamia, pustynie Półwyspu Arabskiego i Morze Czerwone. Obszar ten obejmuje dzisiejsze państwa: Liban, Syria, Izrael, Jordania oraz Autonomia Palestyńska. W szerszym znaczeniu do Lewantu zalicza się również Azję Mniejszą (Turcja) i Egipt.

## Prehistoria Lewantu
Dowody archeologiczne sugerują, że Homo sapiens i inne gatunki hominidów pochodzą z Afryki. W trakcie wczesnych migracji tych gatunków na tereny Eurazji jedna z głównych tras prowadziła przez Synaj i tereny Lewantu. Z tego względu tereny odgrywają znaczną rolę w badaniach prehistorycznego osadnictwa człowieka i innych gatunków z rodzaju Homo. Tereny Lewantu znane są jako centrum rozwoju rolnictwa.

### Kultury
Najwcześniejsze ślady ludzkiej obecności datowane są na wczesny okres paleolityczny około 1,4 miliona lat temu i zlokalizowane są na terenach Ubeidiya Izraela w dolinie Jordanu. Kamienne szczątki przypisane są do wczesnej kultury aszelskiej. Późniejsze wykopaliska aszelskie to okolica Gesher Benot Ya’akov i Jaskinia Pieca, datowane na okres pomiędzy 1 400 000 a 250 000 lat temu, gdzie widoczne są pierwsze ślady wskazujące na udomowienie psów, jak i na kontrolowane użycie ognia. Wczesne wykopaliska szczątków człekokształtnych z południowego Lewantu są nieliczne. Znaleziska są ograniczone do pojedynczych zębów z Ubeidiya, podłużnych fragmentów kości z Gesher Benot Ya’akov i fragmentów czaszki z jaskini Zuttiyeh (człowiek z Galilei).
Okres środkowego paleolitu (około 250 000–48 000 p.n.e.) w Lewancie jest reprezentowany przez kulturę mustierską. Odkrywki archeologiczne z tego okresu są bardziej liczne zarówno w jaskiniach, jak i na otwartej przestrzeni. Znaleziska tego okres zawierają zarówno szczątki neandertalczyków (jaskina Kebara, jaskinia w wąwozie Amud i Jaskinia Pieca), jak i człowieka anatomicznie nowoczesnego (jaskinie Jebel Qafzeh i Es Skhul).
Górny paleolit w Lewancie miał miejsce w latach ok. 48 000–20 000 p.n.e.
Epipaleolit (schyłek górnego paleolitu 20 000–9500 p.n.e.) cechuje znaczna różnorodność kulturowa i szeroko rozpowszechnione technologie mikrolityczne. W okresie 18 000 do 12 500 p.n.e. z kulturą Kebaranu pojawiły się takie narzędzia jak łuki i strzały. Kebaran wskazuje na powiązania z wczesną fazą Helwan w egipskim Fayum i może być powiązane z migracją przez Synaj w okresie zmian klimatycznych (ociepleniem po późnym maksimum lodowcowym 20 000 p.n.e.). Ludy tej kultury dotarły aż po regiony południowej Turcji. Późniejszy okres ok. 12 500–9500 p.n.e. to czas rozkwitu kultury natufijskiej i rozwój osadniczego stylu życia wśród ludów zbieracko-łowieckich.

## Inne znaczenia
Z racji tego, że levante w językach romańskich oznacza stronę świata, gdzie wstaje Słońce, można się zetknąć z tym określeniem w znaczeniu wschodnich części jakiegoś kraju lub krainy, np. na Półwyspie Iberyjskim lewant oznacza jego śródziemnomorskie wybrzeże.
Terminem levanten w Turcji określa się ludność pochodzenia włoskiego (historycznie w odniesieniu do Wenecjan i Genueńczyków), francuskiego oraz euro-śródziemnomorskiego, która mieszkała w Turcji lub na wybrzeżu śródziemnomorskim od epoki średniowiecza. Większość z nich to potomkowie kupców przybyłych z Republiki Weneckiej, Genui, Republiki Dubrownickiej czy mieszkańców państw założonych przez krzyżowców. Mieszkają głównie w Stambule (dystrykty Galata, Beyoğlu i okolica Nişantaşı) i Izmirze (dystrykty Bornova i Buca).